# Колоссы Мемнона

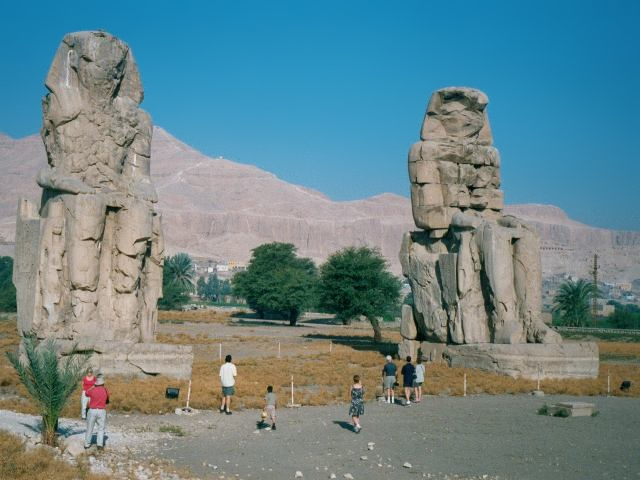
Колоссы Мемнона

Колоссы Ме́мнона (араб. ‎и масри تمثالا ممنون el-Colossat или es-Salamat) — две массивные каменные статуи, в действительности изображающие фараона Аменхотепа III, а не Мемнона. Последние 3400 лет они простояли в некрополе города Фивы, по другую сторону реки Нил от современного города Луксор.

## Описание
Две статуи изображают сидящего Аменхотепа III (ок. XIV столетия до н. э.). Его руки положены на колени, а взгляд обращён на восток к реке и восходящему солнцу. Две меньшие фигуры вырезаны на передней части трона вдоль его ног. Это его жена Тия и мать Мутемуйя. Боковые панели отображают бога Нила Хапи.
Статуи сделаны из блоков кварцитного песчаника, которые были добыты из каменоломни в Джебель-эль-Ахмаре (неподалёку от современного Каира) и транспортированы на 670 км по земле, а не по водам Нила (они были слишком тяжелы для переправки вверх по реке). Блоки, использованные инженерами Септимия Севера для реконструкции северного колосса, могли быть привезены из Эдфу (на север от Асуана). С учётом каменных платформ, на которых стоят статуи, они достигают 18 метров в высоту. Вес каждой статуи оценивается в 700 тонн.
Первоначальное предназначение Колоссов Мемнона было стоять на страже к входу в Поминальный храм Аменхотепа (или просто погребальный храм) — массивный культовый центр, построенный при жизни фараона, где он почитался как воплощённый бог на земле перед и после его отбытия из мира сего. В его дни этот храмовый комплекс был самым большим и самым роскошным в Египте. Покрывая в сумме 35 га, даже последующие соперники, такие как Рамессеум Рамзеса II или Мединет-Абу Рамзеса III, не могли покрыть такую площадь; даже храм в Карнаке, стоявший во времена Аменхотепа, был меньше.
За исключением Колоссов, от храма Аменхотепа сегодня осталось очень мало. Так как колоссы стоят в пойме Нила, ежегодные наводнения размыли их у основания. Известна литография, сделанная в 1840-х годы, изображающая Колоссы окружённые водой.
Греческий историк и географ Страбон, живший в начале I столетия нашей эры, рассказывает о землетрясении (в 27 году до н. э.), которое разрушило северный колосс.
Расколовшись, статуя получила репутацию «поющей» каждое утро на рассвете: лёгкий стон или посвистывание, возможно, были вызваны повышающейся температурой и испарением влаги внутри пористого камня. В 19 году н. э. эти места посетил Германик. Тон издаваемого статуей звука во всём античном мире считался эталонным для настройки музыкальных инструментов. Легенды о колоссах распространились по всему миру, и к ним потянулись путешественники, чтобы восхититься изваяниями. Загадочные звуковые эффекты статуй прекратились в 199 году, когда римский император Септимий Север, в попытке ублажить оракула, приказал собрать треснувшие части.
В нижней части колосса находится ряд щелей и отверстий с расположенными за ними камерами сложной формы. Летом статуя звучит после 5 часов утра, зимой — после 7 часов. Звучание вызывается восходящими потоками воздуха, будучи нагретыми утренним солнцем. Однако установить точную физическую картину звукообразования не удалось.
Мемнон, под именем которого известны колоссы, был героем Троянской войны, царём Эфиопии, который повёл свои войска из Африки в Малую Азию, чтобы помочь защитить осаждённый город, но в конечном счёте был убит Ахиллом. Имя «Мемнон» означает «Правитель утренней зари».

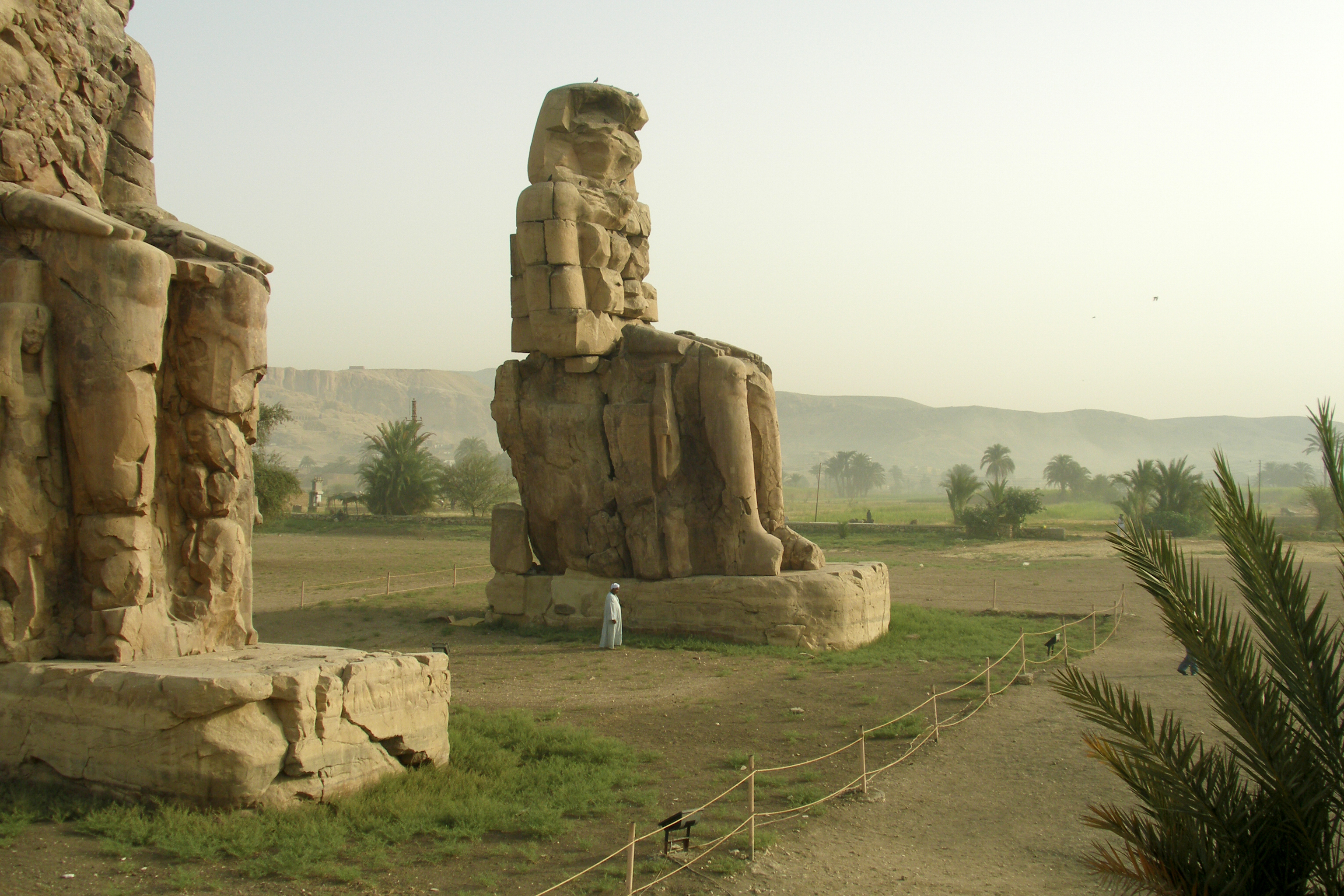
Северный колосс.
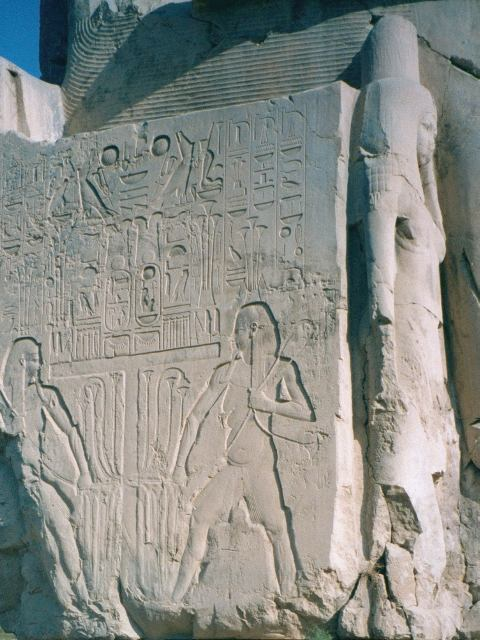
Боковая поверхность статуи.